# Cocaine Cowboys
Cocaine Cowboys è un film del 1979 diretto da Ulli Lommel e interpretato da Jack Palance. Andy Warhol appare in un cameo nel ruolo di sé stesso. Il film è inedito in Italia.